# José María del Río
José María del Río (Madrid, 25 de novembre de 1942) és un actor de doblatge i locutor radiofònic espanyol. És un veterà doblador de pel·lícules i documentals, amb més de 200 doblatges en el seu haver-hi.
Entre els seus molts treballs es compta l'haver doblegat al castellà en la TV espanyola a Carl Sagan, en la sèrie documental de televisió Cosmos: Un viatge personal o simplement Cosmos, així com un gran nombre de documentals de naturalesa emesos en horari de sobretaula per la segona cadena de TVE durant els anys 80 i 90, com A vista de pájaro o pel·lícules com American Beauty, posant veu a Kevin Spacey. També és narrador en la sèrie infantil d'animació Pocoyó i narrador ocasional en alguns dels relats contats en el programa Cuarto Milenio de la cadena espanyola Cuatro
Va rebre un dels Premis Ondas 1971 al millor actor radiofònic pel conjunt de la seva participació en serials i programes en Ràdio Nacional d'Espanya.